# Picot garser de Sind
El picot garser de Sind (Dendrocopos assimilis) és una espècie d'ocell de la família dels pícids (Picidae) que habita boscos àrids i matolls del desert, localment a les terres baixes del sud.est de l'Iran i Pakistan. Hibrida amb Dendrocopos syriacus a l'Iran.